# Wereldkampioenschappen schaatsen afstanden 2015 - 3000 meter vrouwen
De 3000 meter vrouwen op de wereldkampioenschappen schaatsen afstanden 2015 werd gereden op donderdag 12 februari 2015 in het ijsstadion Thialf in Heerenveen, Nederland.
Ireen Wüst was de regerend Olympisch en wereldkampioene en won eerder het seizoen twee van de vier wereldbekerwedstrijden over deze afstand. Martina Sáblíková won de afstand op de EK allround en de twee laatste wereldbekerwedstrijden. Sáblíková versloeg in een rechtstreeks duel Wüst met ruim een seconde en werd voor de derde keer in haar carrière wereldkampioen op de drie kilometer.

## Plaatsing
De regels van de ISU schrijven voor dat er maximaal twintig schaatssters zich plaatsen voor het WK op deze afstand. Geplaatst zijn de beste twaalf schaatssters van het wereldbekerklassement na vier manches, aangevuld met de acht tijdsnelsten van die eerste vier manches van de wereldbeker. Achter deze twintig namen werd op tijdsbasis nog een reservelijst van zes namen gemaakt. Aangezien het aantal deelnemers per land beperkt is tot een maximum van drie, telt de vierde (en vijfde etc.) schaatsster per land niet mee voor het verloop van de ranglijst. Het is aan de nationale bonden te beslissen welke van hun schaatssters, mits op de lijst, naar het WK afstanden worden afgevaardigd.
Er verschenen zeven debutanten - Marije Joling, Francesca Lollobrigida, Nana Takagi, Anna Tsjernova, Natalja Voronina, Zhao Xin, Marina Zoejeva - aan de start.

## Statistieken

### Uitslag
| #      | Naam                   | Land | Tijd    |
| ------ | ---------------------- | ---- | ------- |
| Goud   | Martina Sáblíková      | CZE  | 4.02,17 |
| Zilver | Ireen Wüst             | NED  | 4.03,46 |
| Brons  | Marije Joling          | NED  | 4.05,51 |
| 4      | Jorien Voorhuis        | NED  | 4.05,76 |
| 5      | Claudia Pechstein      | GER  | 4.05,95 |
| 6      | Bente Kraus            | GER  | 4.09,75 |
| 7      | Ivanie Blondin         | CAN  | 4.09,85 |
| 8      | Olga Graf              | RUS  | 4.10,32 |
| 9      | Luiza Złotkowska       | POL  | 4.11,04 |
| 10     | Anna Tsjernova         | RUS  | 4.11,82 |
| 11     | Ida Njåtun             | NOR  | 4.12,00 |
| 12     | Ayaka Kikuchi          | JPN  | 4.14,61 |
| 13     | Natalja Voronina       | RUS  | 4.14,90 |
| 14     | Marina Zoejeva         | BLR  | 4.15,09 |
| 15     | Isabell Ost            | GER  | 4.15,34 |
| 16     | Francesca Lollobrigida | ITA  | 4.15,47 |
| 17     | Katarzyna Woźniak      | POL  | 4.15,75 |
| 18     | Nana Takagi            | JPN  | 4.17,21 |
| 19     | Kim Bo-reum            | KOR  | 4.17,82 |
| 20     | Zhao Xin               | CHN  | 4.18,25 |

### Loting
| Rit | Binnenbaan        | Buitenbaan             |
| --- | ----------------- | ---------------------- |
| 1   | Isabell Ost       | Marina Zoejeva         |
| 2   | Zhao Xin          | Francesca Lollobrigida |
| 3   | Katarzyna Woźniak | Natalja Voronina       |
| 4   | Luiza Złotkowska  | Ayaka Kikuchi          |
| 5   | Anna Tsjernova    | Kim Bo-reum            |
| 6   | Nana Takagi       | Ida Njåtun             |
| 7   | Olga Graf         | Marije Joling          |
| 8   | Jorien Voorhuis   | Bente Kraus            |
| 9   | Claudia Pechstein | Ivanie Blondin         |
| 10  | Martina Sáblíková | Ireen Wüst             |

1996 · 
1997 · 
1998 · 
1999 · 
2000 · 
2001 · 
2003 · 
2004 · 
2005 · 
2007 · 
2008 · 
2009 · 
2011 · 
2012 · 
2013 · 
2015 · 
2016 · 
2017 · 
2019 · 
2020 · 
2021 · 
2023 · 
2024 · 
2025